# Giampietro Campana
Giampietro Campana (Roma, 6 giugno 1808 (o 1809) – Roma, 10 ottobre 1880) è stato un collezionista d'arte italiano.

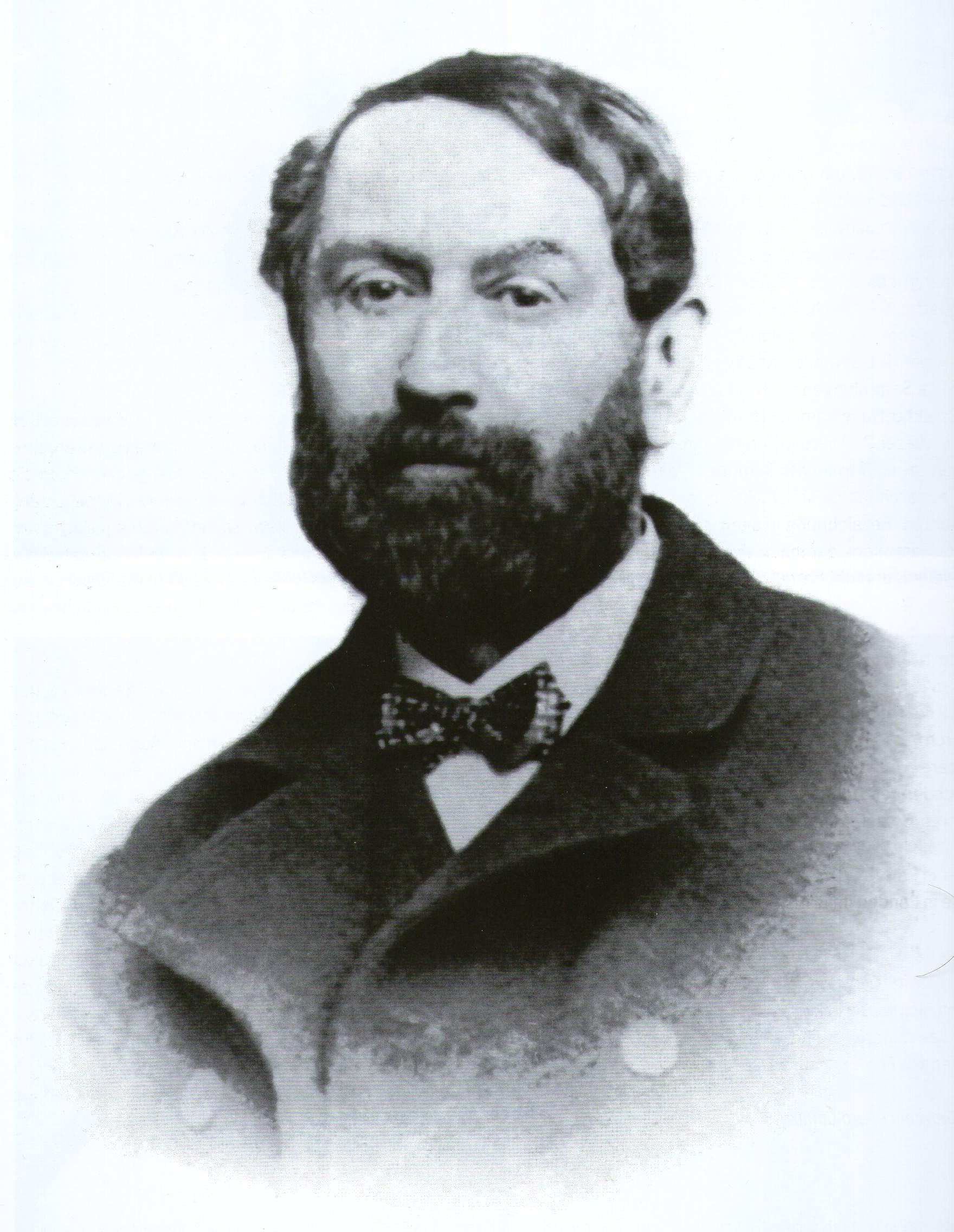
Giampietro Campana

Creato marchese di Cavelli (1849), mise insieme una delle più grandi collezioni ottocentesche di sculture ed antichità greche e romane
Fu inoltre tra i più precoci collezionisti di opere pittoriche di maestri del XIV e XV secolo, i cosiddetti "primitivi", spesso trascurati dai suoi contemporanei. Come molti collezionisti della sua generazione, raccolse anche maioliche italiane del XV e XVI secolo. La sua collezione di gioielli in oro di età ellenistica e romana, oggi conservata al Museo del Louvre, è stata oggetto di una mostra nel 2005-06.
Il suo tracollo fortunoso aggiunge una nota particolare alla sua biografia.

## Primi anni e carriera
Giampietro o Giovanni Pietro Campana nacque in una nobile famiglia originaria dell'Aquila. Sia suo nonno Giampietro che suo padre Prospero avevano svolto incarichi prestigiosi nella gestione del Monte di Pietà a Roma. Orfano del padre, Giampietro, dopo aver compiuto gli studi al Collegio Nazareno, entrò al Monte di Pietà come assistente nel 1831 e ne fu nominato direttore generale nel maggio del 1833.
Nell'agosto del 1836 fu fatto  cavaliere dell'Ordine di San Gregorio Magno da papa Gregorio XVI per ringraziamento dei prestiti che il riorganizzato Monte di Pietà fu in grado di fare alla Santa Sede. Nel 1836 fu uno dei promotori della costituzione della Cassa di Risparmio di Roma, della quale fu socio fondatore e primo Direttore (1836-1838).
Alla morte del padre Prospero, Giampietro Campana ereditò le piccole collezioni (archeologica del nonno e numismatica del padre). Cresciuto in un ambiente di collezionisti, Campana non tardò ad ingrandire la propria raccolta, sia attraverso acquisti sul mercato antiquario, sia grazie ad autorizzazioni per compiere scavi archeologici. I primi scavi archeologici furono intrapresi nel 1829 a Frascati, dove la famiglia aveva l'uso di immobili appartenenti alla Camera Apostolica.
il 13 giugno 1844 divenne socio dell'Accademia delle scienze di Torino,

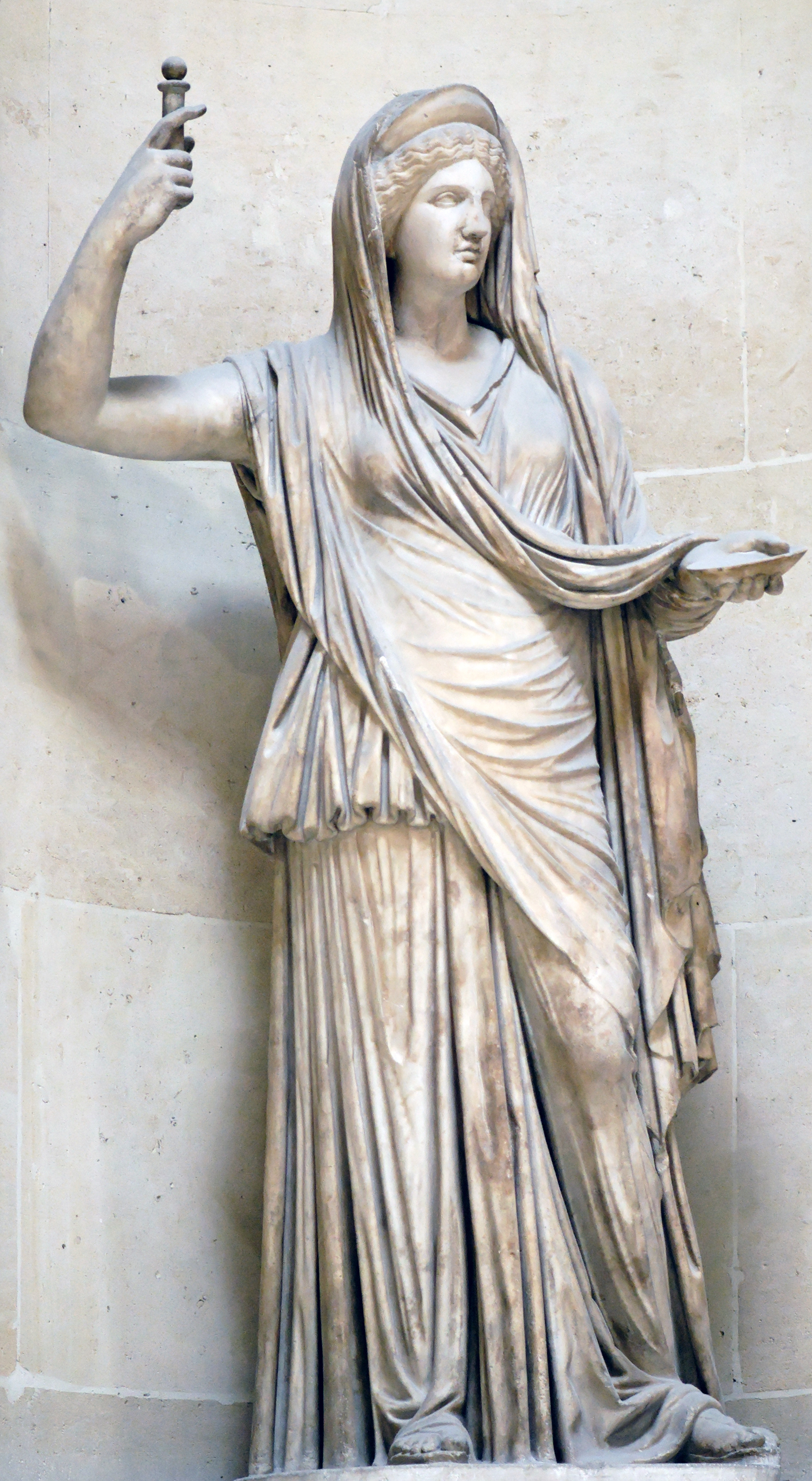
La Hera Campana, una copia romana di un originale ellenistico, ora al Museo del Louvre

## Collezione
La collezione Campana comprendeva bronzi e sculture in marmo, rilievi architettonici romani di terracotta, ancora oggi chiamati lastre "Campana", ceramiche, monete, medaglie, tutte opere acquisite sul mercato o attraverso gli scavi nella sua proprietà e in altri siti, e finemente organizzate ed esposte nella sua villa presso il Laterano. Collezionò anche pitture italiane, creando così una notevole collezione dei cosiddetti "primitivi" del XIV e del XV secolo.
Grazie alla sua esperienza maturata in campo archeologico– che nella metà del XIX secolo era prevalentemente una caccia di tesori d'arte e di curiosità, anche nelle mani di un sofisticato amatore – Campana fu responsabile della scoperta del colombario di Pomponio Hylas e di due altri colombari vicino al sepolcro degli Scipioni, di cui redasse la pubblicazione, così come la pubblicazione della propria collezione di bassorilievi in terracotta di epoca repubblicana, che portano ancora il suo nome.
Ottenne quindi posizioni di rilievo nell'amministrazione pontificia e fu messo a capo degli scavi a Ostia.
Dal 1842 pubblicò varie edizioni della sua collezione di piastrelle modellate di terracotta, sotto il titolo Antiche opere in plastica discoperte, raccolte, e dichiarate, in cui offrì saggi antiquari sulle rappresentazioni mitologiche e iconografiche nei pannelli e piastrelle stampati a rilievo; questo fu il primo lavoro ad attirare l'attenzione su questi elementi architettonici trascurati, che hanno una lunga storia pre-romana nella civiltà etrusca.

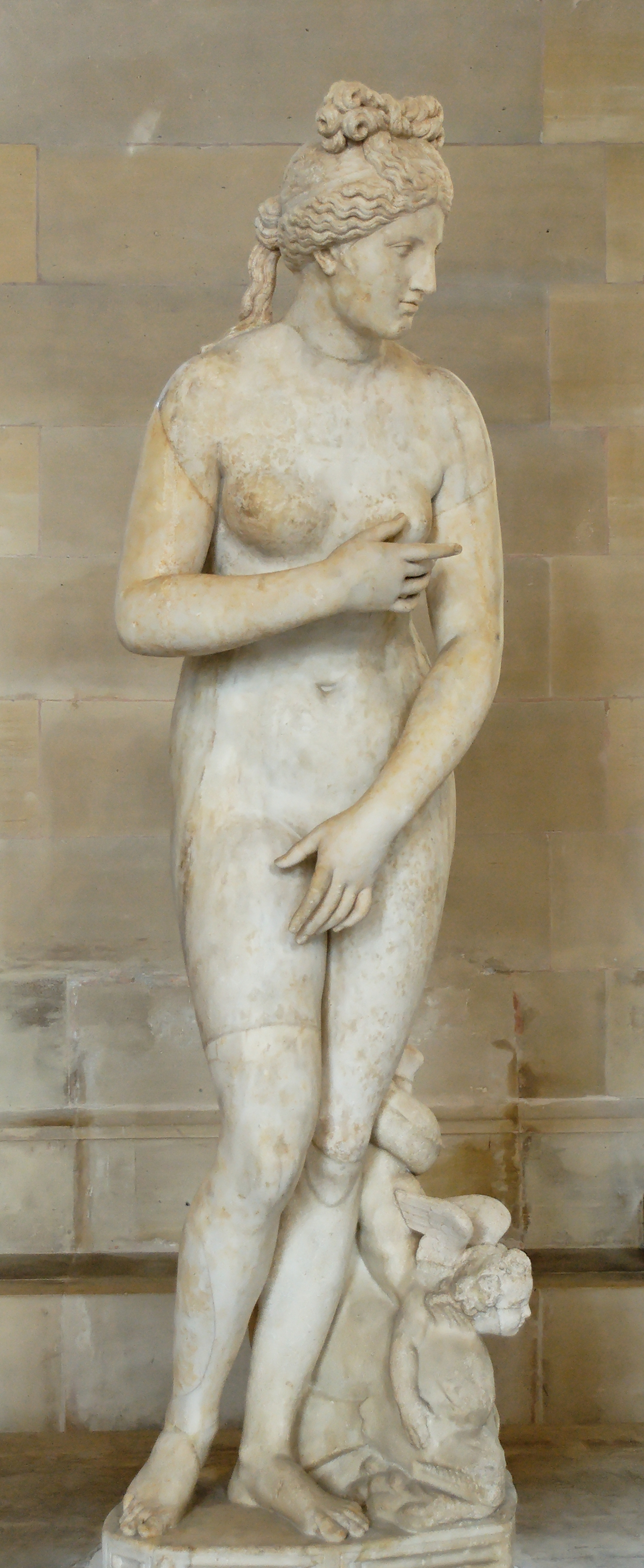
La versione della collezione Campana del II secolo d.C. della Venere Capitolina, scoperta ad Anzio; Collezione Campana, Museo del Louvre

Nel settembre del 1846 papa Pio IX fece una visita solenne a villa Campana, dove erano esposte le sculture romane della collezione. La villa, ereditata dal nonno, era sulle pendici superiori del Celio, in precedenza ritiro di Paolo della Croce, e vi si accedeva attraverso cancelli in ferro battuto da via di Santo Stefano Rotondo subito fuori piazza San Giovanni in Laterano; era stata abbellita e arredata in maniera classicheggiante che sembrava, ad una lady inglese in visita "a temple of old Rome, with well-proportioned columns and pediment" ("un tempio dell'antica Roma con ben proporzionate colonne e frontone"). Il suo viale godeva dell'ombra del primo Eucalyptus di Roma, e nel giardino, accanto a piante esotiche, fontane e grotte, Giampietro Campana ricostruì una tomba etrusca.
Il sito aveva alcuni autentici precedenti antichi, rovine della domus di Plauzio Laterano ed era attraversato da resti dell'Acquedotto Claudio; un triclinium affrescato scavato nel sito al tempo del padre di Campana fu immortalato in alcune incisioni. Annessa alla villa c'era la cappella di Santa Maria Imperatrice. Le due sezioni della proprietà erano collegate da un tunnel privato che passava sotto via Santi Quattro Coronati.

## Apogeo
Il 28 marzo 1849, Ferdinando II di Borbone, Re delle Due Sicilie, reinvestì Campana del titolo di marchese di Cavelli, che già era appartenuto ai suoi avi. Nel 1851 il marchese sposò una signora inglese, Emily Rowles, la cui famiglia aveva connessioni con il principe Luigi Napoleone, che poco dopo divenne Napoleone III. Fu consigliere del Granduca di Sassonia-Weimar. Nel 1851, la celebrazione del Natale di Roma, la tradizionale data della fondazione di Roma, fu celebrata dalla Pontificia Accademia Romana di Archeologia a villa Campana sul colle Celio; tra i partecipanti ci fu Ludovico di Baviera. Oltre a questa villa suburbana, Campana aveva anche la sua residenza romana principale, il Palazzo Campana, oggi noto come Palazzo Nainer, all'angolo tra via del Babuino e Piazza del Popolo; qui, secondo l'Handbook for travellers in central Italy di Blewitt (London, 1856), "Il museo Campana è per molti aspetti superiore al Museo Gregoriano al Vaticano, anche se è aperto solo un giorno alla settimana e solo per quelli che hanno una lettera di presentazione. Le lastre Campana possono essere viste più facilmente, poiché si trovano al Monte di Pietà". Vale la pena di citare la descrizione di Blewett della collezione di Palazzo Campana:

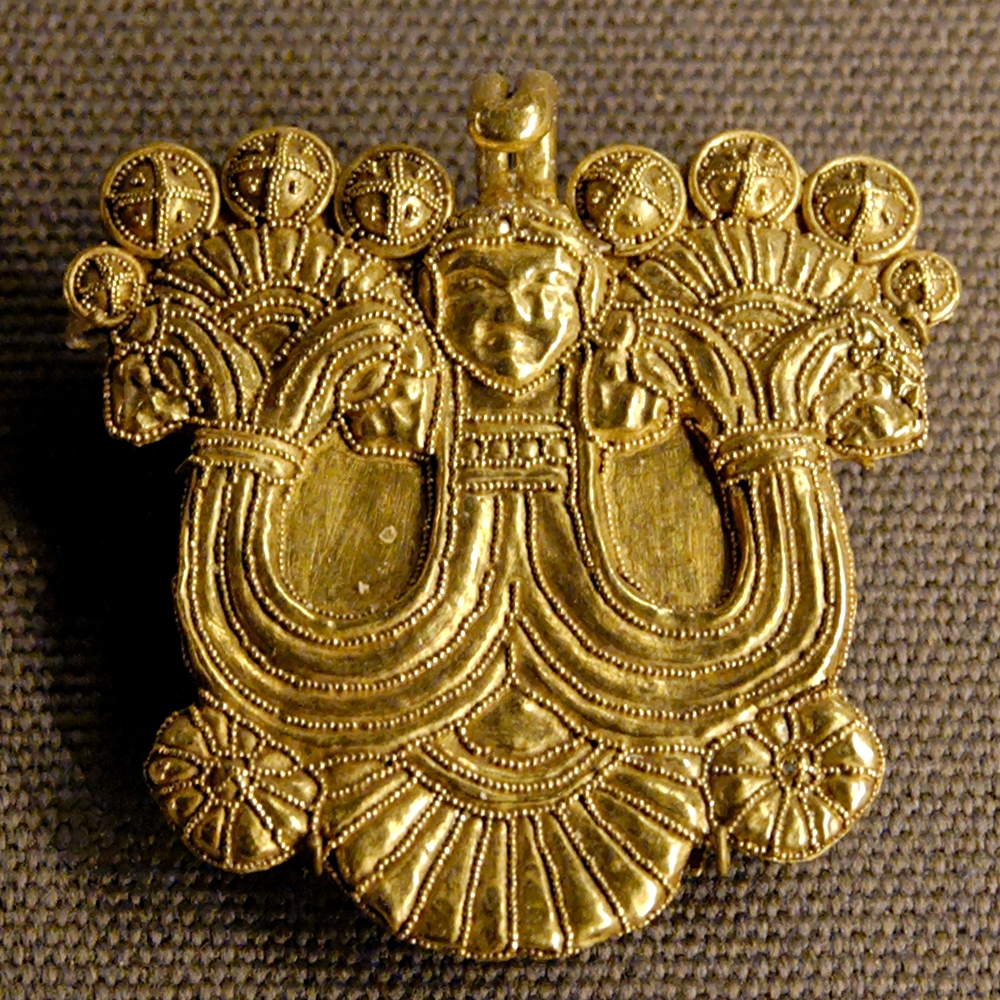
Fibula d'oro, Magna Graecia, ca. 630 a.C., dalla collezione Campana al Louvre

La collezione di vetro e smalti è molto interessante, composta da eleganti tazze di vetro blu, bianco e giallo montato su supporti in filigrana precisamente come sono stati prelevati dalle tombe. La serie di vasi etruschi, non solo dall'Etruria, ma dalla Magna Grecia, è ricca e ampia.»
(Blewitt 1856, Handbook for travellers in central Italy, p. 455-456)
La collezione Campana, riunita virtualmente da Susanna Sarti, Giovanni Pietro Campana, 1808-1880 : the man and his collection (Oxford, 2001), è on-line nel sito www.cvaonline.org Archiviato il 26 settembre 2018 in Internet Archive.; le sue dodici sezioni coprono vasi (I), bronzi (II), gioielli e monete (III), terrecotte (IV), vetri (V), dipinti etruschi, greci e romani (VI), sculture greche e romane (VII), dipinti italiani dal periodo bizantino a Raffaello (VIII), dipinti italiani dal 1500 a circa il 1700 (IX), maioliche italiane dei secoli XV e XVI (X), maioliche di Luca della Robbia e dei suoi contemporanei (XI), e curiosità etrusche e romane (XII).

## Disonore
A causa di un rovesciamento sorprendente delle sue fortune private, impegnò i suoi gioielli antichi, e successivamente altre parti della collezione. Furono anche interrotti i lavori alla grande villa di Frascati del Vignola, che era stata preparata per accogliere le collezioni Campana, ma non riuscì a resistere alla tentazione di acquistare ventidue elementi di affresco classicistici dipinti da Baldassarre Peruzzi per la Villa Stati-Mattei, alla fine del 1856.  Fu accusato, arrestato nel novembre 1857 e condannato per malversazione dai fondi pubblici posti sotto la sua cura. Dopo un drammatico processo fu condannato a venti anni di prigione, commutati in esilio e disonore.

## Dispersione
La sua collezione fu sequestrata dallo Stato Pontificio. Un catalogo della sua collezione fu pubblicato nel 1858 e la collezione fu messa in vendita. Opere della collezione Campana furono acquistate da grandi musei nazionali: il Museo dell'Ermitage di San Pietroburgo, dove al curatore dello zar, Stepan Gedeonov, fu offerto il diritto di scegliere gli oggetti dalla collezione prima dell'asta, il Victoria and Albert Museum di Londra ed il Metropolitan Museum of Art di New York.

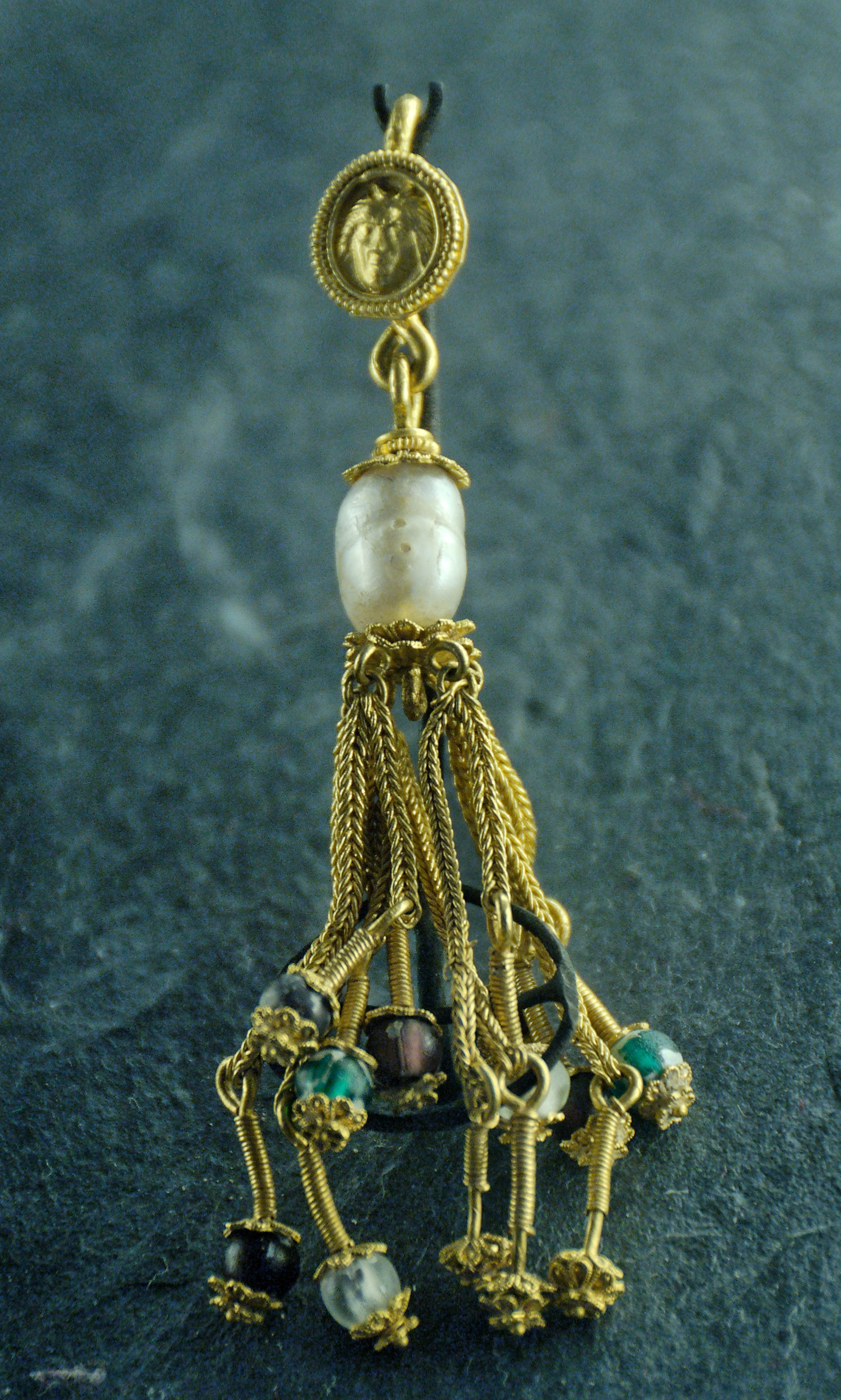
Pendente greco di un diadema, oro, perle e perle di vetro, III-II secolo a.C.; Parigi, Louvre

Nella speranza di trovare un acquirente, l'oro antico fu affidato all'atelier Castellani, fondato nel 1814 da Fortunato Pio Castellani (1794-1865), un orefice, antiquario e collezionista, il cui atelier, nella produzione di gioielli e oreficeria, fu tra i primi a prendere ispirazione dall'oro dell'antichità, che era stato recuperato da Campana e da altri negli scavi della Campagna romana e in Etruria. Augusto Castellani (1829-1914), uno dei figli di Fortunato Pio, studiò gli ori di Campana e fece sensibili restauri, che in alcuni casi produssero dei pastiches, assemblati da antichi frammenti, e presentò un catalogo. Lo studio intimo degli originali rari suggerirono ai Castellani nuove tecniche di lavorazione e più ampi restauri intrapresi durante il periodo in cui ebbero a disposizione la collezione Campana e che in alcuni casi trasformarono gli originali. Ulteriori copie e le interpretazioni furono effettuate da Castellani in un raffinato gusto archeologico. La collezione Campana di oro antico, rimontato e restaurato da Castellani fu acquistato dallo Stato francese nel 1862 ed è conservato al Louvre.
Nove gallerie del Louvre contengono le ceramiche greche della collezione Campana.
Tra le collezioni Campana, solo la raccolta numismatica di circa quattrocento monete d'oro romane e bizantine rimase a Roma, acquistata nel 1873 dall'amministrazione dei Musei Capitolini, grazie all'interessamento di Augusto Castellani, che era un membro fondatore della Commissione Archeologica Comunale, e che fu nominato direttore dei Musei Capitolini lo stesso anno. Inoltre il lascito anche della sua collezione di più di novemila monete costituì il nucleo della collezione pubblica attuale.
I pittori "primitivi"di Campana furono comprati dallo Stato francese. Nel 1976, 283 dipinti, già di proprietà di Campana, hanno ricevuto una sede ufficiale nel nuovo Musée du Petit Palais di Avignone.
Tra i dipinti di Campana c'era anche una serie di cinque affreschi trasferiti su tela. I soggetti, dalla scuola di Raffaello, erano stati eseguiti nel 1523-1524 nella Villa Palatina a Roma, che si trova nei pressi della chiesa di San Bonaventura al Palatino. Sono andati con la parte della collezione Campana che i russi acquisirono nel 1861 e sistemati nel Museo dell'Ermitage a San Pietroburgo.

## Ritorno a Roma
Dopo aver trascorso alcuni anni all'estero (a Ginevra dal 1864, a Parigi dal 1866) in ristrettezze economiche, in seguito all'unificazione dell'Italia, Campana tornò a Roma, stabilendovisi nel 1870, e morendovi il 10 ottobre 1880, nel tentativo infruttuoso di reclamare dal Pontificato i profitti realizzati con le vendite della Collezione Campana, che andavano ben al di là del valore per cui era stata impegnata. Il progetto dell'amministrazione cittadina di edilizia sovvenzionata da essere costruita sul sito di Villa Campana da parte della "Società Italiana edificatrice" cadde nel 1873, e la villa entrò nella disponibilità di uno scultore inglese che viveva da tempo a Roma, Warrington Wood (1839-1886), un professore all'Accademia di San Luca. Con l'aiuto di un giardiniere inglese presto possedette  "the best turf in Rome". Il sito fu successivamente edificato nel 1890.
Oltre alla mostra di Roma del 2006, lo stesso anno c'è stata una mostra: Frascati al tempo di Pio IX e del Marchese Campana : ritratto di una città tra cultura antiquaria e moderne strade ferrate che colloca Campana nel suo contesto culturale.